# Howard Levy
Pour les articles homonymes, voir Levy.
 (mai 2025).
Howard Levy (né le 31 juillet 1951 à Brooklyn, New York) est un instrumentiste américain : 
principalement harmoniciste, il est également pianiste et sait jouer d'autres instruments.
En 1997, il a gagné un Grammy Award avec le groupe Béla Fleck and the Flecktones.
Jouant essentiellement de l'harmonica diatonique, il est notamment connu pour avoir découvert et répandu les overblows et pour avoir ainsi un jeu parfaitement chromatique sur des harmonicas à la base diatonique.